# Sapromyza fuscocostata
Sapromyza fuscocostata är en tvåvingeart som beskrevs av Malloch 1925. Sapromyza fuscocostata ingår i släktet Sapromyza och familjen lövflugor. Inga underarter finns listade i Catalogue of Life.